# Palu pasiego

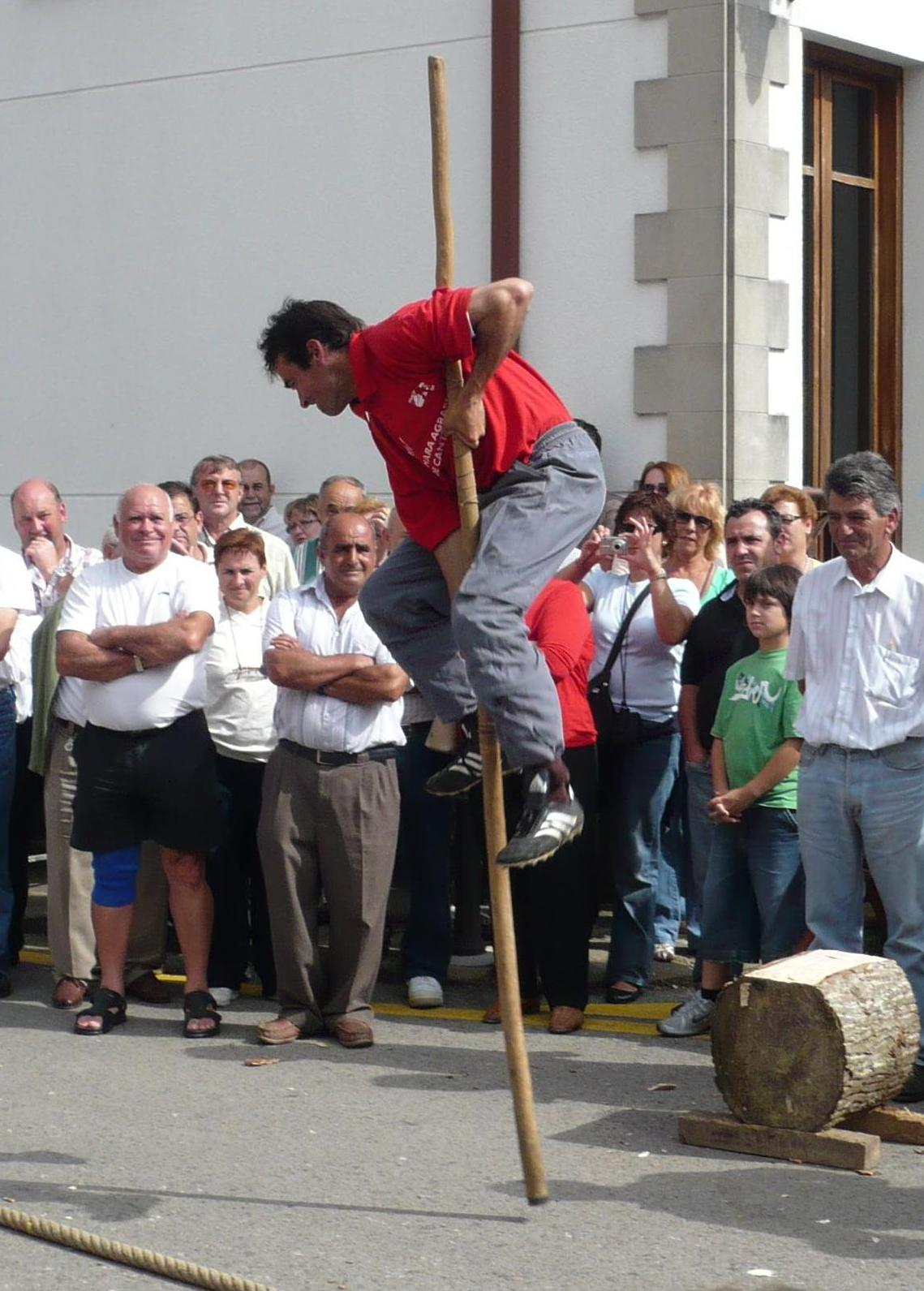
Prueba de andar al palu o corrida sobre el palu en el Día de Cantabria de Puente San Miguel.

El palu, vela o palancu pasiego es una vara de avellano recta, a la que se ha extraído la corteza tostándola al fuego, y a la que se ha dejado curar para adquirir resistencia sin perder flexibilidad. El proceso de preparación es largo, a base de calor, agua, grasa, arena y a la vez es un proceso muy largo. A su vez en el extremo inferior tiene un casquillo, cuya base se cubre con un clavo o tachuela formando una puntera que sirve para que se aferre al suelo, evitar su desgaste y como defensa. La longitud del palu excede normalmente una cuarta y media la altura del dueño que lo lleva, por lo que normalmente suele superar los dos metros, y su grosor ronda los seis centímetros.
Las utilidades que se le ha dado al palu son numerosas. Tradicionalmente los pasiegos usaban el palu haciendo palanca sobre él para dar un salto y librar un obstáculo, para salvar las paredes de piedra que limitaban los prados de la zona, los bardales, arroyos, barrancos y cualquier otro obstáculo que impidiese su acceso, dada la abrupta topografía de las zonas altas de Cantabria. Hay versiones que dicen que también tenía una función de arma defensiva, tanto contra animales peligrosos o bien para arrear a los animales, así como en las peleas juveniles o vecinales, en las que arrebatarle el palu a alguien era someterle a humillación y poner en duda su hombría.

No mi vengas a roldar
ni priguntis si ti quieru,
qui al qui li quitan el palu
na tieni de pasiegu.
Dicho popular

En ocasiones la autoridad a causa de las reyertas prohibía el uso del palanco debido a las batallas que se originaban. También es posible que el "palu" sirviese para rondar o cortejar a las mozas. Por último, ha ocupado un lugar simbólico en reuniones tanto de carácter religioso como laico o popular igualmente era importante para rendir pleitesía a las autoridades civiles o eclesiásticas.